# Vaejovis patagonia
Espèce
Vaejovis patagonia est une espèce de scorpions de la famille des Vaejovidae.

## Distribution
Cette espèce est endémique d'Arizona aux États-Unis. Elle se rencontre dans le comté de Santa Cruz vers 1 501 m d'altitude dans les monts Patagonia.

## Description
La femelle holotype mesure 26,15 mm, les femelles mesurent de 26,15 à 28,16 mm.

## Étymologie
Son nom d'espèce lui a été donné en référence au lieu de sa découverte, les monts Patagonia.

## Publication originale
- Ayrey, 2018 : « A New Species of Vaejovis from the Patagonia Mountains, Southern Arizona (Scorpiones: Vaejovidae). » Euscorpius, no 262, p. 1–12 (texte intégral).